# Consuelo Mayendía
Consuelo Mayendía   (València i Benicarló, 1888 - 1959) va ser una cantant i actriu valenciana
Va desenvolupar el gruix de la seva carrera durant el primer terç del segle xx i va arribar a ser una dels grans estrelles del Teatre Apol·lo. Dotada amb veu de soprano, va realitzar operetes i sainets lírics, en molts casos amb llibret de Carlos Arniches compartint escenari amb José Moncayo. Poden destacar-se obres com El trust dels tenors (1910), L'amo del carrer (1910), L'amic Melquiades (1914), Serafí el pintore (1916).
Va estrenar Diana la caçadora (1915), escrita pels germans Álvarez Quintero, amb música de María Rodrigo.
Va estar casada amb l'actor Cristóbal Sánchez del Pi.